# Eleftherochóri (ort i Grekland, Thessalien, Trikala)
Eleftherochóri är en ort i Grekland.   Den ligger i prefekturen Trikala och regionen Thessalien, i den centrala delen av landet, 250 km nordväst om huvudstaden Aten. Eleftherochóri ligger 133 meter över havet och antalet invånare är 588.
Terrängen runt Eleftherochóri är varierad. Runt Eleftherochóri är det ganska glesbefolkat, med 47 invånare per kvadratkilometer. Närmaste större samhälle är Trikala, 11,9 km öster om Eleftherochóri. Trakten runt Eleftherochóri består till största delen av jordbruksmark.